# Mølleskolen
Mølleskolen er en skole i Ry i Skanderborg Kommune  med ca. tusinde elever og over 50 lærere. Skolen, der tidligere har haft navnet Ry Folke- og Realskole, er en af Danmarks største folkeskoler.

## Skolens historie
I Ry Stationsbys tidligste tid måtte byens børn gå i Fiirgårde skole, der blev drevet af sognerådet i Dover og var den nærmeste offentlige skole. Midt i 1880'erne opstod en privatskole i et hus på Fredensvej nær baneoverskæringen, og tilstrømningen af elever blev hurtigt så stor, at der måtte bygges et rigtigt skolehus på Klostervej. Det blev også hurtigt for lille, og i 1896 kunne de 90 elever tage helt nye bygninger i brug ved Skanderborgvej -  der, hvor Mølleskolen ligger i dag. I 1901 overtog Dover Kommune skolen og omdannede den til en kommuneskole. Det medførte samtidig, at børnene nu fik en daglig skoledag på tre timer, hvor de før kun havde været i skole hveranden dag, men så i seks timer ad gangen.
I slutningen af 1930'erne blev Boes og Fiirgaarde skoler nedlagt og elevdistrikterne lagt ind under Ry Folkeskole, der samtidig blev udvidet til syv klassetrin. Samtidig blev der oprettet en kommunal mellem- og realskole ved Ry Folkeskole i samarbejde med nabokommunerne Alling-Tulstrup og Gammel Rye. I 1944 indførte man købstadsskoleordningen med en mellemskoleafdeling, der i første omgang blev undervist i lejede lokaler.
I 1972 ændrede skolen navn til Mølleskolen.

## Løvspringstur
En af skolens traditioner er den årlige løvspringstur, der går langt tilbage i Mølleskolens historie. Kun under besættelsen 1940-45 var turen indstillet. På dagen mødes alle elever i skolegården og sendes af sted i 2 hold. Fanen bæres ud af byen med børnehaveklasserne forrest sammen med deres lærere og de forældre, der har mulighed for at deltage, hvorefter de øvrige klasser følger efter. Ved "det røde led" holder skolens kantinedame og sælger lidt mad, frugt og drikke, og derefter går turen videre til Himmelbjerget, en tur på 8 km. Efter leg, udkig og besøg i kioskerne samles børnene igen ved 12-tiden, hvorefter de store elever fører an ned ad bjerget til bådhavnen, hvor alle sejler tilbage til Ry, en sejltur på en time.

## Brandattentat
Skolen var i de landsdækkende medier i 2017 i en alvorlig sag, hvor fire af skolens elever smed en flaske med brændende benzin mod en skolekammerat, som fik alvorlige forbrændringer på 20 % af kroppen. To af eleverne fik en dom på halvandet års fængsel for handlingen, heraf seks måneder ubetinget, mens de to andre fik en dom på et års fængsel, heraf fire måneder ubetinget.